# Alexandre de la Motte-Baracé de Senonnes
 (septembre 2022).
Si vous disposez d'ouvrages ou d'articles de référence ou si vous connaissez des sites web de qualité traitant du thème abordé ici, merci de compléter l'article en donnant les références utiles à sa vérifiabilité et en les liant à la section « Notes et références ».
 (septembre 2022).
Alexandre de La Motte-Baracé de Senonnes, vicomte de Senonnes, né le 3 juillet 1781 au château de Senonnes, mort le 21 mars 1840 à Paris, est un militaire, écrivain et peintre français, secrétaire général des musées royaux en 1816.

## Biographie
Il est issu de la famille noble de La Motte-Baracé. Il perdit très jeune ses parents : il est le fils de François-Pierre-Louis de La Motte-Baracé de Senonnes et de sa femme créole, Suzanne Drouillard, qui périrent pendant le règne de la Terreur en 1794. Il cultiva les arts pour échapper aux dangers de l'époque.
Il porte le titre de vicomte de Senonnes, il est le frère cadet de Pierre-Vincent-Gatien de la Motte-Baracé de Senonnes, marquis de Senonnes (1779-1851).

### Enfance
En 1802, les deux frères, devenus majeurs, purent disposer de leurs biens. À cette époque, le château du Rancy fut vendu par Jean Boby à Personnes Desbrière pour la somme de 115 000 francs, qui fut divisée en deux parts égales de 57 500 francs, l’une pour Pierre, l’autre pour Alexandre. La propriété de Senonnes resta un long moment indivise.

### L'Italie

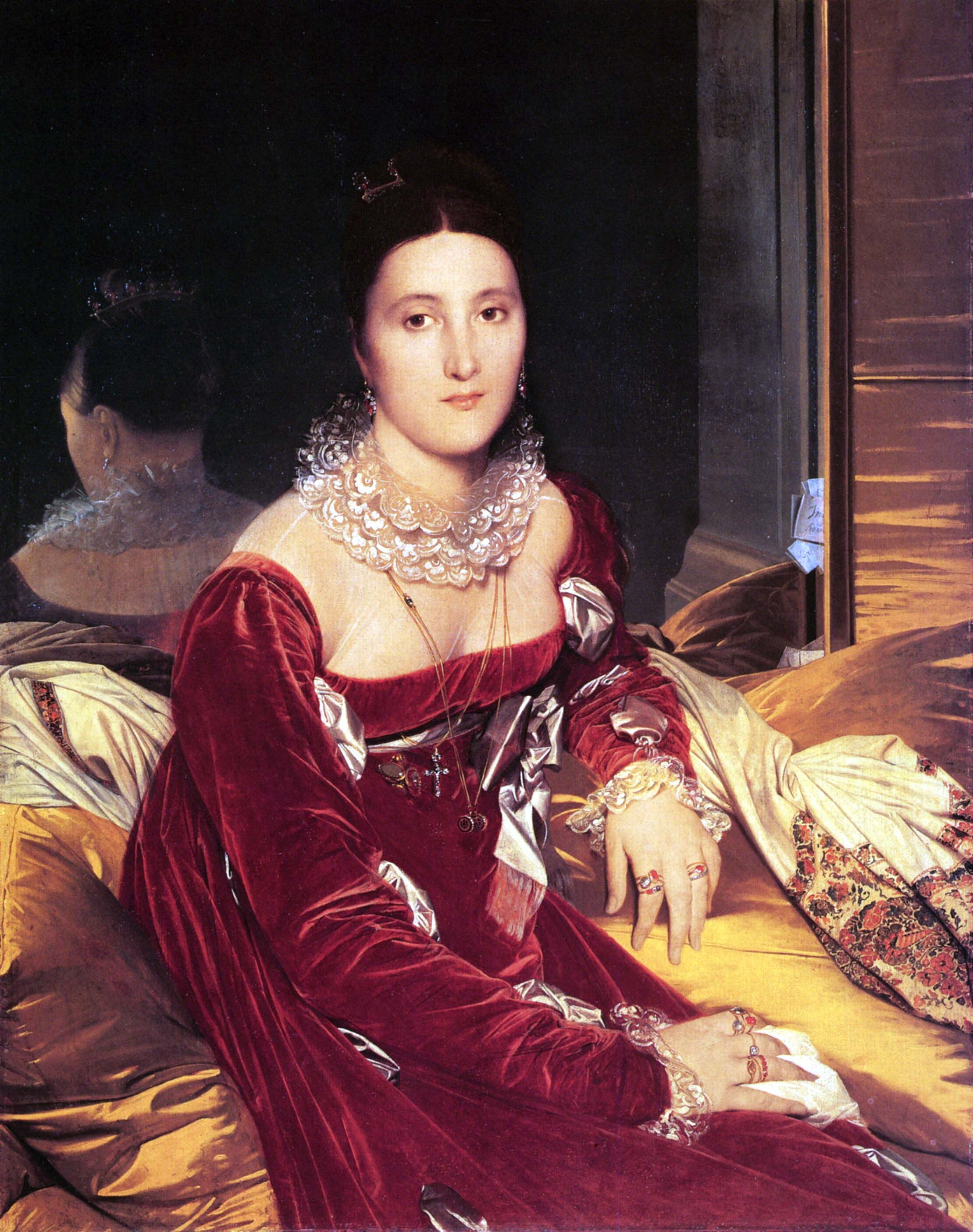
Portrait de Madame de Senonnes
Ingres 1814
Musée des Beaux-Arts de Nantes

Alexandre se trouvant seul en 1805, après le mariage de son frère, poussé par les goûts d'artistes et fortuné, se mit à voyager et à mener vie large et libre. En 1805, il partit pour l'Italie, en même temps qu'Ingres d'ailleurs. Il allait là-bas s'éprendre de beaux paysages, de belles œuvres d'art, et tout spécialement de la modèle Marie Marcoz, qu'il épouse. Elle est peinte par Ingres dans le portrait de Madame de Senonnes.

### Marie Marcoz, Madame de Senonnes
La légende indique que sa première femme était italienne d'origine, et plus précisément d'un quartier populaire de Rome : Trastevere. Peintre amateur à Rome, il semble l'avoir rencontrée dans la rue ; elle était devenue sa maîtresse puis sa femme. L'annonce de son premier mariage fut l'occasion d'une brouille avec sa famille en raison de l'origine de Marie Marcoz, et de son statut de divorcée. Néanmoins, Marie Marcoz devient vicomtesse de Senonnes et tient son rang comme une dame de haute naissance.

### Royalisme
Le vicomte, conforme à sa tradition familiale, était un ardent royaliste partisan du retour des Bourbons au trône. Il est connu dans les milieux aristocrates en 1812, 1813 comme le vicomte de Senonnes. Il fut en Italie un des agents actifs de Louis XVIII. Madame de Senonnes accompagnait le vicomte dans ses visites, et avait la réputation d'émerveiller partout par sa beauté. C'est à l'époque en 1814, que le vicomte chercha à la faire peindre. La peinture fut réalisée en Italie par Jean-Auguste-Dominique Ingres, un ami.
Lorsque Napoléon Ier fut contraint de rendre le trône aux Bourbons, lui, sa femme et sa fille se rendent à Paris pour profiter des faveurs royales. Le vicomte dépensait largement et gagnait peu. Il avait exécuté quelques dessins et toiles en Italie, mais il les avait offerts ou gardés pour enrichir sa collection. En échange de son dévouement à la cause royale, il attendait une place honorifique et lucrative.

### Carrière militaire
Il entre dans la Garde nationale à cheval en avril 1814, nommé en juillet maréchal des logis. En mars 1815 il s'est rallié à la maison militaire du roi et a suivi Louis XVIII en Belgique. En mai 1815 il est incorporé dans les chevau-légers de la Garde sous les ordres du comte Charles de Damas, il fut licencié le 31 décembre 1815.
Lieutenant de cavalerie, il fait la campagne de 1815 sous les ordres du duc de Berry, détaché de Mons en Belgique avec le vicomte de la Rochefoucauld pour aller rejoindre l'armée du comte de Bourmont, il s'est trouvé à l'affaire d'Arras, puis rentre à Paris après le retour du roi.

### Peintre et écrivain
Alexandre de Senonnes se fit d'abord connaître par quelques paysages anonymes qu'il exposa à différents salons, et en même temps il travailla dans les journaux, particulièrement à la Gazette de France, où il défendit les doctrines monarchiques et religieuses. Il a fourni quelques articles à la Biographie universelle.

### Beaux-Arts
Après le second retour du roi en 1815, il fut donc nommé secrétaire de la Chambre du roi, et fait Chevalier de la Légion d'honneur,. Il fut bientôt un des familiers du duc de Berry, ce qui lui valut encore de nouvelles faveurs.
Le 31 mai 1816, il obtint la place de secrétaire général des musées royaux et conserva le titre de secrétaire honoraire de la chambre. L'académie des beaux-arts le reçut ensuite au nombre de ses membres honoraires, le 10 avril 1816.
En 1819, il se lia plus étroitement avec le duc de Berry. Le duc et la duchesse de Berry avaient grand plaisir de parler de l'Italie avec Alexandre de Senonnes et sa femme. Ils demandèrent comme mécènes, de rassembler en un volume les vues les plus belles dont il avait pris le croquis en Italie. Le volume ne parut qu'en 1821 après l'assassinat du duc.

### Conseiller d'État
En 1821, il fut nommé secrétaire général du ministère de la maison du roi, puis conseiller d'État sous le maréchal Lauriston, qui le protégeait spécialement. On lui a reproché d'avoir fait destituer sans motifs le savant bibliographe Antoine-Alexandre Barbier, bibliothécaire du roi.
Entraîné par ses goûts artistiques, par le désir de jouir de beaux paysages, et de les reproduire, Alexandre de Senonnes, avec sa famille ou sans elle voyagea. En 1828, il fut envoyé en mission à Ancône, puis parcourut également toute la Suisse, à l'origine d'un de ses ouvrages : Promenades au pays des Grisons.

### Destitution et difficultés financières

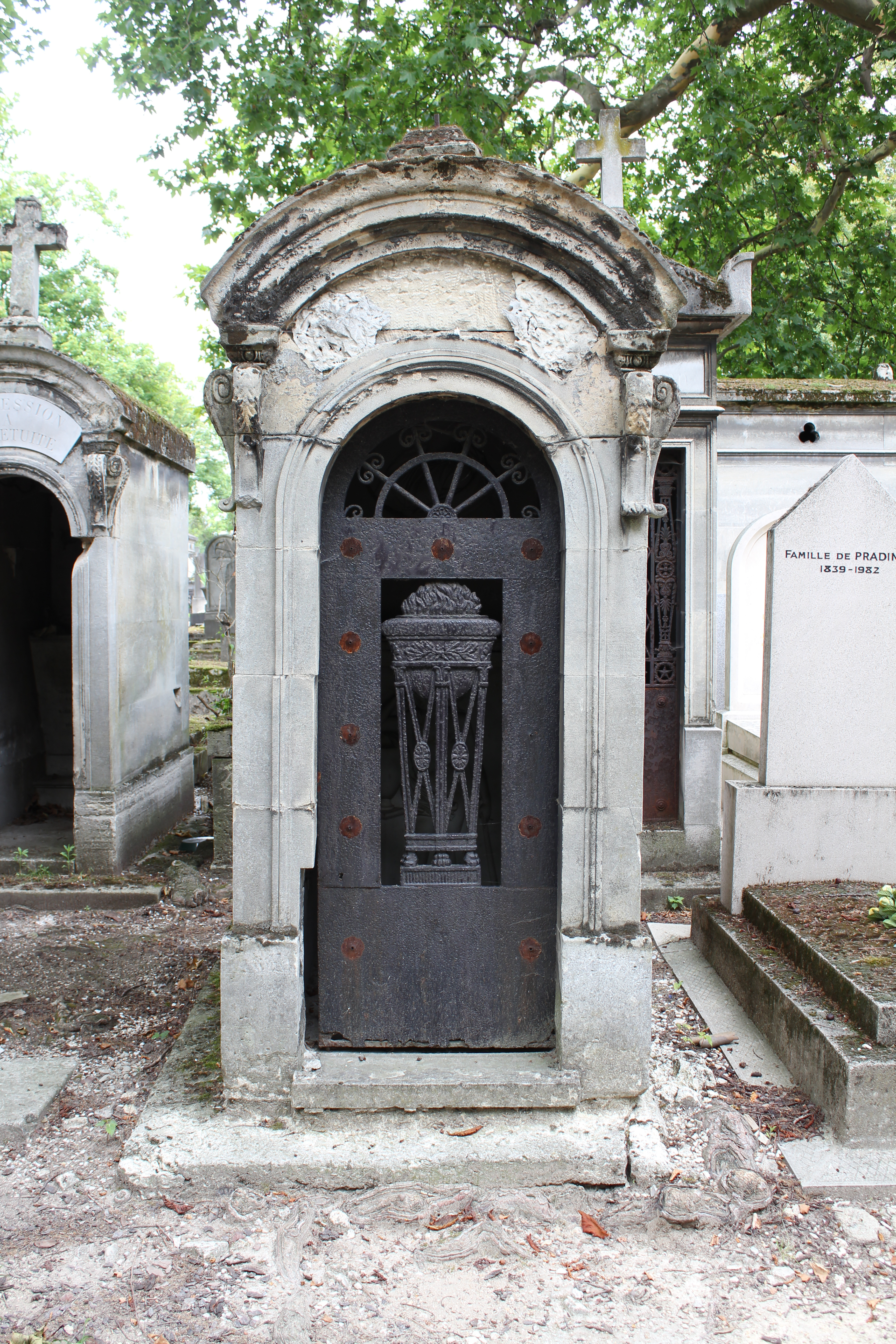
Tombe au cimetière du Père-Lachaise.

En 1829, sa première femme était décédée. Alexandre de Senonnes a perdu tous ses emplois après la révolution de 1830. Écarté du pouvoir, il resta sans emploi, sans ressources et chargé de dettes. Sa situation financière devint très critique. Les terrains qui lui restaient à Batignolles et Montceau ne se vendaient pas. Acculé par des créanciers, il souscrivit des lettres de charge qu'il ne put payer. Il se trouva bientôt sous le coup de la contrainte par corps et dut s'expatrier pour échapper à la prison.
Il quitta Paris en 1831 et alla se réfugier d'abord à Lyon, puis en Suisse, sur les bords du Léman. Il se remaria en 1835. Ce second mariage ne tira pas le vicomte de Senonnes de la gêne. En 1840, après une longue maladie, il était dénué de ressources, et M. de Cailleux, secrétaire général des musées essayait de faire hâter le paiement de la collection d'antiquités qu'Alexandre de Senonnes avait cédée à la collection du roi Louis-Philippe Ier.
Il se remarie en secondes noces le 2 juin 1835 avec Wilhemine-Caroline Hoffmann, rentière, âgée de 25 ans. Ils ont une fille, Amélina.
Son décès eut lieu le 21 mars 1840 à Paris. Le faire-part porte les titres suivants : Commandeur de la Légion d'honneur et chevalier de l'ordre de Saint-Hubert de Lorraine, ancien secrétaire général des Musées, Ancien secrétaire général de la Maison du roi, Ancien Conseiller d’État, membre de l'Institut.
Il est inhumé au cimetière du Père-Lachaise (45e division).

## Décorations
- Chevalier de l'ordre national de la Légion d'honneur, le 29 janvier 1816.
- Officier de l'ordre national de la Légion d'honneur, le 1er mai 1821.
- Commandeur de l'ordre national de la Légion d'honneur, le 23 mai 1825[2].

## Publications
Ses ouvrages publiés sont : 
1. Lettres de Jacopo Ortis, traduit de l'italien sur la seconde édition, Paris, 1814, 2 vol. in-12[N 9]. Cette traduction a reparu, la même année, sous le titre du Proscrit, et en sous celui d'Amour et suicide, ou le Werther de Venise ;
2. Choix de vues pittoresques d'Italie, de Suisse, de France et d'Espagne, dessinées d'après nature et gravées à l'eau-forte, 1821, in-folio. Cet ouvrage, dédié à la duchesse de Berry, devait être composé de trente livraisons ; il n'en a paru que sept, composées de six planches et de deux feuilles de texte[N 10] ;
3. Promenade au pays des Grisons (Suisse), ou Choix des vues les plus remarquables de ce canton, dessinées d'après nature et lithographiées par Édouard Pingret, avec un texte historique, Paris, 1827-1829, petit in-folio de 86 pages et 38 planches.

On doit encore à Senonnes une édition des Œuvres dramatiques de Philippe Néricault Destouches, précédées d'une notice sur la vie et les ouvrages de l'auteur, Paris, 1811, 1820, 1822, 6 volumes in-8°, avec figures.